# Näs distrikt, Västergötland
Näs distrikt är ett distrikt i Falköpings kommun och Västra Götalands län.
Distriktet ligger sydost om Falköping.

## Tidigare administrativ tillhörighet
Distriktet inrättades 2016 och utgörs av socknen Näs i Falköpings kommun.
Området motsvarar den omfattning Näs församling hade vid årsskiftet 1999/2000.